# Krabpaal

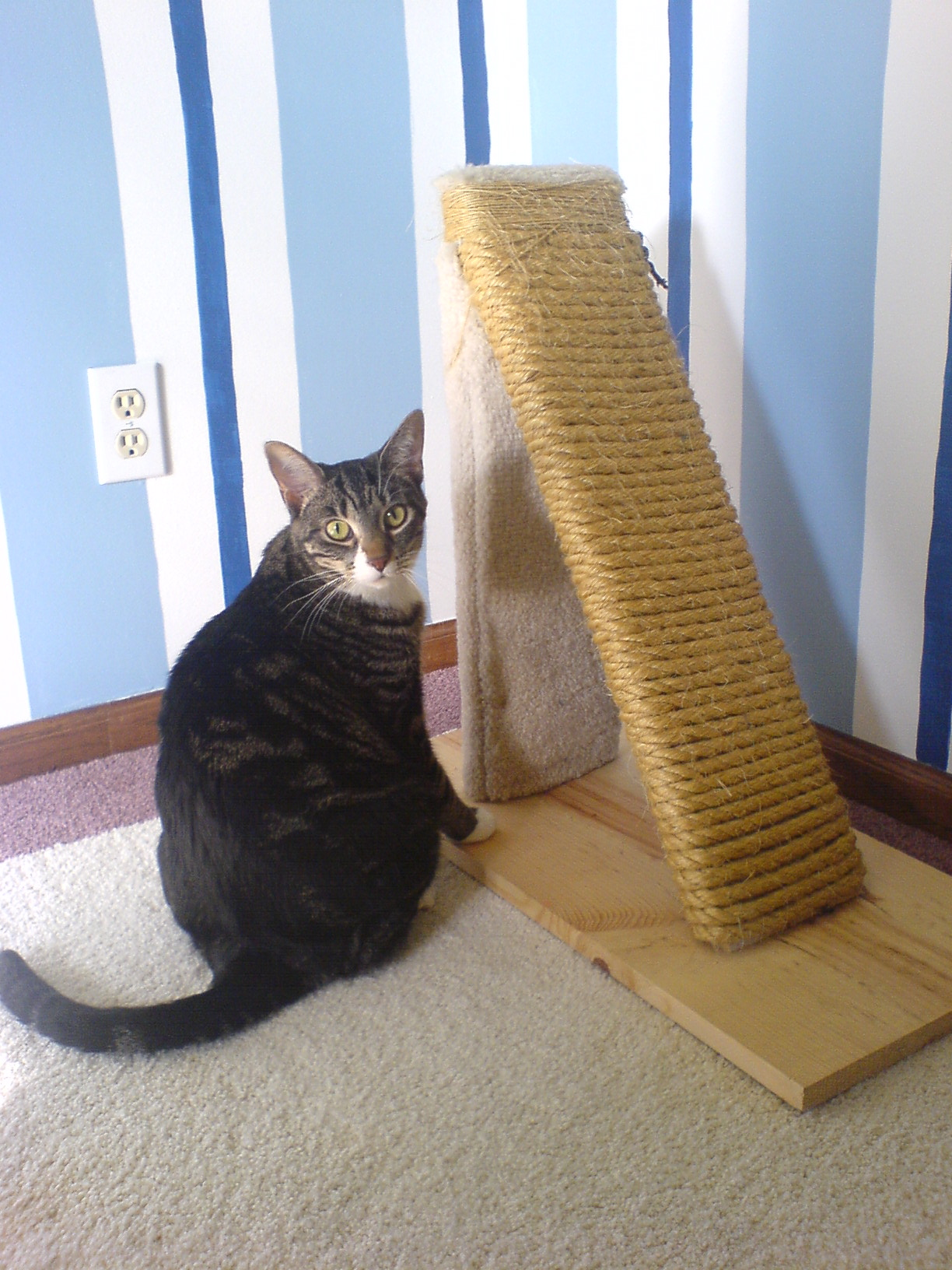
Krabplank

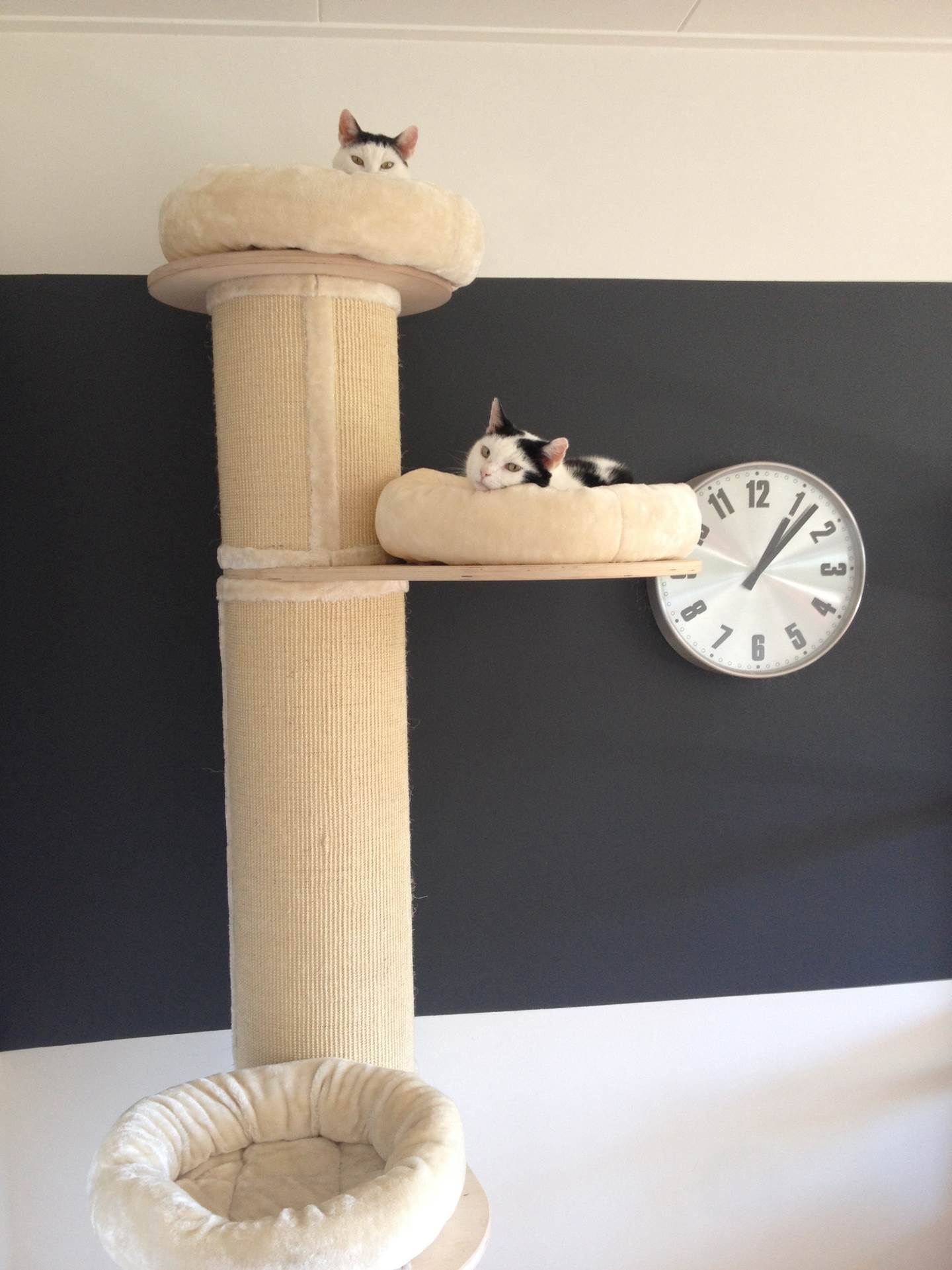
Hoge krabpaal met 2 katten.

Een krabpaal is een stuk "speelgoed" voor katten, dat uit een dikke paal of meerdere palen bestaat die bekleed is of zijn met een stuk ruw tapijt of omwikkeld met een stuk touw.
Afhankelijk van de uitvoering kan ook gesproken worden van een krabplank of krabmeubel. In het laatste geval bevat het ook een of meerdere slaapplekken en speeltjes.
De krabplank heeft een plat oppervlak. Deze kan worden neergezet of aan de muur worden gemonteerd, zodat de kat er kracht op kan uitoefenen zonder dat de plank wegglijdt. Sommige katten geven de voorkeur aan een horizontaal voorwerp om hun nagels aan te scherpen. Een aan een plank gelijmde ruwe mat leent zich dan prima als krabplank. Losse matten glijden weg of komen los van de grond tijdens het krabben.

## Functie van het krabben
Door aan een krabpaal te krabben kan een kat zich van loszittende delen van zijn nagels ontdoen en houdt de kat zijn nagels scherp. De zijkanten die uitgroeien komen dan los te zitten en worden met de tanden verwijderd waardoor de nagel op lengte blijft met een scherpe punt. In de natuur gebruiken katten hier een boom voor.
Daarnaast werkt krabben stress-verlagend voor het dier en vertonen katten dit gedrag om de spieren in goede conditie te houden.
Krabben wordt ook gedaan om een territorium te markeren. Geurkliertjes tussen de nagels geven tijdens het krabben een geur af waarmee de kat, in combinatie met de krabsporen, zijn territorium markeert. Bij meerdere katten in huis is het dan ook aan te bevelen om meerdere krabpalen te plaatsen, zodat iedere kat een eigen plekje heeft om zijn nagels te scherpen.